# Pardosa mixta
Pardosa mixta este o specie de păianjeni din genul Pardosa, familia Lycosidae. A fost descrisă pentru prima dată de Kulczynski, 1887. Conform Catalogue of Life specia Pardosa mixta nu are subspecii cunoscute.